# شامبایادی (چوکوروا)
شامبایادی (به ترکی استانبولی: Şambayadı) یک منطقهٔ مسکونی در ترکیه است که در سیحان واقع شده‌است.